# Paranisops
Paranisops is een geslacht van wantsen uit de familie van de Notonectidae (Bootsmannetjes). Het geslacht werd voor het eerst wetenschappelijk beschreven door Hale in 1924.

## Soorten
Het genus bevat de volgende soorten:

- Paranisops endymion (Kirkaldy, 1904)
- Paranisops inconstans Hale, 1924
- Paranisops leukopardalos Niesser & Zettel, 2001
- Paranisops sawangi Chen, Nieser & Wattanachaiyingcharoen, 2002